# یوری کیمیماسا
یوری کیمیماسا (به ژاپنی: 由利 公正 Yuri Kimimasa); ۱۱ نوامبر ۱۸۲۹ – ۲۸ آوریل ۱۹۱۲) سیاستمدار، کارآفرینی اهل ژاپن بود.